# Dywizja Großdeutschland

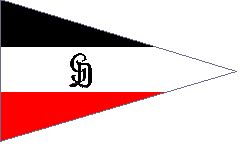
Proporzec Dywizji Großdeutschland

Dywizja Großdeutschland (Dywizja „Wielkie Niemcy”) – elitarna jednostka grenadierów pancernych Wehrmachtu podczas II wojny światowej.

## Historia
Często mylnie podaje się jej przynależność do Waffen-SS. W rzeczywistości była to najlepiej uzbrojona dywizja Wehrmachtu. Miała pierwszeństwo zaopatrzeniowe przed wszystkimi jednostkami armijnymi w III Rzeszy. Została sformowana 3 marca 1942 roku jako dywizja piechoty zmotoryzowanej (Infanterie-Division Großdeutschland (mot.)) na bazie elitarnego pułku piechoty Großdeutschland. 19 maja 1943 r. została wyposażona jak dywizja pancerna zachowując nazwę dywizji grenadierów pancernych (Panzer-Grenadier-Division Großdeutschland). W grudniu 1944 roku z jej części utworzono Korpus Pancerny Großdeutschland. Służyła na froncie wschodnim, w składzie kolejno: 4 Armii Pancernej, 2 Armii Pancernej, ponownie 4 Armii Pancernej, 1 Armii Pancernej, 6 Armii, 8 Armii, 4 Armii Rumuńskiej, 3 Armii Pancernej, 4 Armii, na końcu w składzie Armii Prusy Wschodnie (głównie Grupa Armii Południe). Rozwiązana w 1945 roku w pobliżu Piławy, część jednostek ewakuowano z Półwyspu Helskiego do Szlezwik-Holsztynu.

## Dowódcy
- gen. por. Walter Hörnlein (do 03.04.1943)
- gen. Hermann Balck (19.05.1943 - 30.06.1943)
- gen. Walter Hörnlein (30.06.1943 - 01.02.1944)
- gen. Hasso von Manteuffel (01.02.1944 - 01.09.1944)
- gen. mjr Karl Lorenz (01.09.1944 - 01.02.1945)
- gen. mjr Hellmuth Mäder (01.02.1945 - 08.05.1945)

## Skład
- Pułk Grenadierów Großdeutschland
- Pułk Fizylierów Großdeutschland
- Pułk Pancerny Großdeutschland
- Pancerny Batalion Rozpoznawczy Großdeutschland
- Batalion Niszczycieli Czołgów Großdeutschland
- Pułk Artylerii Pancernej Großdeutschland
- Batalion Artylerii Przeciwlotniczej Großdeutschland
- Batalion Pionierów Großdeutschland
- Batalion Łączności Großdeutschland